# Chauffour-lès-Étréchy
Chauffour-lès-Étréchy è un comune francese di 135 abitanti situato nel dipartimento dell'Essonne nella regione dell'Île-de-France.

## Società

### Evoluzione demografica
Abitanti censiti